# Cálculo operacional
Cálculo operacional, também conhecido como análise operacional, é uma técnica pela qual os problemas em análise, em particular equações diferenciais, são transformados em problemas algébricos, geralmente, o problema de resolver uma equação polinomial.

## História
A ideia de representar os processos de cálculo, derivação e integração como operadores tem uma longa história que remonta à Gottfried Wilhelm Leibniz. O matemático Louis François Antoine Arbogast foi um dos primeiros a manipular estes símbolos, independentemente da função a que foram aplicados.
Esta abordagem foi desenvolvida por Francois-Joseph Servois, que desenvolveu notações convenientes. Servois foi seguido por uma escola britânica de matemáticos, incluindo Charles James Hargreave, George Boole, Bownin, Carmichael, Doukin, Graves, Murphy, William Spottiswoode e Silvestre.
Trabalhos, descrevendo a aplicação do método de operadores para equações diferenciais ordinárias e parciais foram escritos por Robert Bell Carmichael em 1855 e por George Boole em 1859.
Esta técnica foi totalmente desenvolvida pelo físico Oliver Heaviside , em 1893, em conexão com o seu trabalho em telegrafia.
Guiado pela intuição e pelo seu amplo conhecimento sobre a física por trás de seu circuito de estudos, [Heaviside] desenvolveu o cálculo operacional, agora, atribuído em seu nome.
No época, os métodos de Heaviside não foram rigorosos e seu trabalho não foi desenvolvido pelos matemáticos. Cálculo operacional foi aplicado primeiramente em problemas de engenharia elétrica, para
o cálculo de transientes em circuitos lineares depois de 1910, sob o impulso de Ernst Júlio Berg, John Renshaw Carson e Vannevar Bush.
Uma rigorosa justificativa matemática dos métodos operacionais de Heaviside veio somente após o trabalho de Bromwich que relacionou cálculo operacional com os métodos de Transformada de Laplace (ver os livros por Jeffreys, por Carslaw ou por MacLachlan para uma exposição detalhada).
Outras maneiras de justificar os métodos operacionais de Heaviside foram introduzidos em meados da década de 1920, usando técnicas de Equação integral (como feito por Carson) ou transformada de Fourier (como feito por Norbert Wiener).
Uma abordagem diferente para o cálculo operacional foi desenvolvido em 1930 pelo matemático polonês
Jan Mikusiński, usando o raciocínio algébrico.
Norbert Wiener, lançou as bases para a teoria dos operadores em seu trabalho sobre o status existente do cálculo operacional, em 1926:
O brilhante trabalho de Heaviside é puramente heurístico, sem pretensão de rigor matemático. Seus operadores são aplicados à tensões elétricas e correntes, que podem ser descontínuas e não necessitam ser analíticas. Por exemplo, o favorito corpus vil no qual ele testa seus operadores é uma função que desaparece à esquerda da origem e é 1 à direita. Isso exclui qualquer aplicação direta dos métodos de Pincherle...
Apesar dos desenvolvimentos de Heaviside não terem sido justificados pela atual e puramente matemática teoria de operadores, há uma grande parte que é validada pelo que se pode chamar de evidência experimental, e eles são válidos para os engenheiros elétricos. Há casos, porém, onde eles levam para resultados ambíguos ou contraditórios.

## Princípio
O elemento-chave do cálculo operacional é considerar a diferenciação como um operador p = d⁄dt atuando em funções.
Equações diferenciais lineares podem, então, ser reformuladas na forma de "funções" F(p) do operador p
agindo sobre a função desconhecida do mesmo modo que age sobre função conhecida. Aqui, F é a definição de algo que leva a um operador p e retorna outro operador F(p).
As soluções são então obtidas fazendo o
inverso do operador de F agir na função conhecida. Cálculo operacional é, geralmente, caracterizado por 2 símbolos: o operador p e a função unitária 1. A utilização do operador é, provavelmente mais matemática do que física, enquanto a função unitária mais física do que matemática. O operador p nos cálculos de Heaviside é usado, inicialmente para representar a diferencial do tempo d⁄dt. Além disso, deseja-se que este operador suporte a relação recíproca tal que 1/p denota uma integração.
Na teoria de circuitos elétricos, busca-se determinar a resposta de um circuito eléctrico, para um impulso. Devido à linearidade, é o suficiente para considerar uma unidade de degrau:
Função de Heaviside: H(t) tal que H(t<0)=0 e H(t>0)=1.
O exemplo de aplicação mais simples do cálculo operaciona é resolver:  py=H(t), o que dá
{\displaystyle y=p^{-1}H=\int _{0}^{t}H(u)du=tH(t).}
A partir deste exemplo, vê-se que {\displaystyle p^{-1}} representa a integração, e {\displaystyle p^{-n}}
representa n integrações iteradas. Em particular, tem-se que
{\displaystyle p^{-n}H(t)={\frac {t^{n}}{n!}}H(t).}
Em seguida, faz sentido
{\displaystyle {\frac {p}{p-a}}H(t)={\frac {1}{1-{\frac {a}{p}}}}H(t)}
usando uma série geométrica de expansão,
{\displaystyle {\frac {1}{1-{\frac {a}{p}}}}H(t)=\sum _{n=0}^{\infty }a^{n}p^{-n}H(t)=\sum _{n=0}^{\infty }{\frac {a^{n}t^{n}}{n!}}H(t)=e^{at}H(t).}
Usando a decomposição em frações parciais é possível definir qualquer fração com o operador p e calcular a sua ação em H(t) .
Além disso, se a função de 1/F(p) tem uma série de expansão da forma
{\displaystyle {\frac {1}{F(p)}}=\sum _{n=0}^{\infty }a_{n}p^{-n}},
é fácil encontrar
{\displaystyle {\frac {1}{F(p)}}H(t)=\sum _{n=0}^{\infty }a_{n}{\frac {t^{n}}{n!}}H(t).}
Aplicando esta regra, a resolução de qualquer equação diferencial linear fica reduzida a um problema puramente algébrico.
Heaviside foi mais longe e definiu a potência fracionária de p, estabelecendo assim uma conexão
entre cálculo operacional e cálculo fracionário.
Usando a expansão de Taylor, pode-se também verificar a equação para translação de Lagrange-Boole, eap f(t) = f(t+a), de modo que o cálculo operacional fica aplicável a uma quantidade finita de equações de diferença e aos problemas de engenharia elétrica com atraso de sinais.